# Sirenewka (Kaliningrad)
Sirenewka (russisch Сиреневка, deutsch Siemohnen, litauisch Simonai) ist ein Ort in der russischen Oblast Kaliningrad. Er gehört zur kommunalen Selbstverwaltungseinheit Stadtkreis Tschernjachowsk im Rajon Tschernjachowsk.

## Geographische Lage
Sirenewka liegt am Nordufer des Pregel (russisch: Pregolja) an der Einmündung der Auxinne (1938–1945: Goldfließ, heute russisch: Golubaja). Bis zur östlich gelegenen Rajonstadt Tschernjachowsk (Insterburg) sind es 19 Kilometer. Durch Sirenjewka verläuft eine alte Handelsstraße, heute die Kommunalstraße 27K-125 von Meschduretschje (Norkitten) an der Föderalstraße A229 (auch Europastraße 28, früher Reichsstraße 1) über Kamenskoje (Saalau) und Schaworonkowo (Wirbeln) nach Dalneje (Groß Schirrau) an der Föderalstraße A216 (auch Europastraße 77, früher Reichsstraße 138). Im Ort zweigt die Kommunalstraße 27K-163 nach Talpaki (Taplacken) ab. Die nächste Bahnstation ist Meschduretschje an der Bahnstrecke Kaliningrad–Tschernyschewskoje (Königsberg–Eydtkuhnen/Eydtkau) – einem Teilstück der ehemaligen Preußischen Ostbahn – zur Weiterfahrt nach Litauen und in das russische Kernland.

## Geschichte
Die erste urkundliche Erwähnung des vor 1945 Siemohnen genannten Ortes liegt im Jahre 1353. In Siemohnen hatten sich neben Bauern und Fischern vornehmlich Holzflößer angesiedelt, die die in den Forsten bei Insterburg geschlagenen Baumstämme zu Flößen zusammengestellt und nach Königsberg (Preußen) transportierten. Durch Siemohnen führte eine alte Handelsstraße, deren Benutzer sich mittels einer Fähre über den Pregel setzen lassen mussten, bis 1680 eine Brücke errichtet wurde. Im Jahre 1874 wurde der Ort in den neu errichteten Amtsbezirk Saalau (heute russisch: Kamenskoje) eingegliedert, der zum Landkreis Insterburg im Regierungsbezirk Gumbinnen der preußischen Provinz Ostpreußen gehörte. Am 1. März 1939 wurde Siemohnen zusammen mit dem Nachbarort Schönwiese (heute russisch: Poddubnoje) vom Amtsbezirk Saalau in den Amtsbezirk Norkitten (Meschduretschje) umgegliedert, der wie der vorherige im Kreis Insterburg lag.
In Folge des Zweiten Weltkrieges kam Siemohnen 1945 mit dem nördlichen Ostpreußen zur Sowjetunion. 1947 erhielt der Ort die russische Bezeichnung „Sirenewka“ und wurde gleichzeitig dem Dorfsowjet Kamenski selski sowjet im Rajon Tschernjachowsk zugeordnet. Von 2008 bis 2015 gehörte Sirenewka zur Landgemeinde Kamenskoje selskoje posselenije und seither zum Stadtkreis Tschernjachowsk.

### Einwohnerentwicklung
| Jahr | Einwohner |
| ---- | --------- |
| 1910 | 431       |
| 1933 | 461       |
| 1939 | 420       |
| 2002 | 34        |
| 2010 | 36        |

## Kirche
Siemohnen war kein Kirchdorf, sondern bis 1945 mit seiner überwiegend evangelischen Einwohnerschaft dem Kirchspiel Saalau (heute russisch: Kamenskoje) zugeordnet. Es gehörte zum Kirchenkreis Insterburg (Tschernjachowsk) in der Kirchenprovinz Ostpreußen der Kirche der Altpreußischen Union. Heute liegt Sirenjewka im Einzugsgebiet der in den 1990er Jahren neu entstandenen evangelisch-lutherischen Gemeinde in Meschduretschje (Norkitten), einer Filialgemeinde der Kirchenregion Tschernjachowsk (Insterburg) in der Propstei Kaliningrad der Evangelisch-lutherischen Kirche Europäisches Russland.